# Carrozzeria Scaglietti

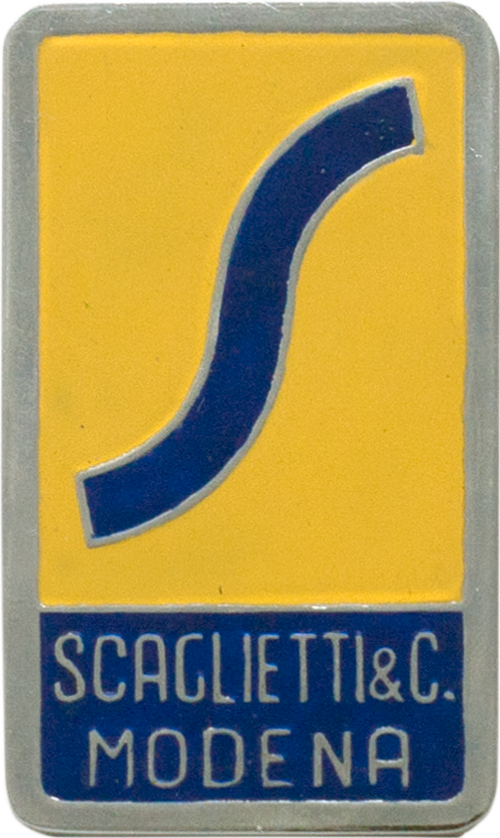
Carrozzeria Scaglietti, логотип

Carrozzeria Scaglietti — итальянская кузовостроительная фирма, известная своим сотрудничеством с Ferrari и, наравне с Pinin Farina, являвшаяся в период 1950—1975 годов одним из двух основных подрядчиков по производству кузовов для любых моделей марки. Производственные цеха компании находились в Маранелло, недалеко от завода Ferrari.
Основана Серджио Скальетти в 1951 году. Продана Ferrari в 1975 году. В период своей деятельности производила для Ferrari кузова как собственного дизайна, так и по проектам Pinin Farina. На 2023 год является подразделением Ferrari по и индивидуализации автомобилей марки под пожелания клиента.